# Chlorozada olivaceoviridis
Chlorozada olivaceoviridis är en fjärilsart som beskrevs av Embrik Strand 1917. Chlorozada olivaceoviridis ingår i släktet Chlorozada och familjen trågspinnare. Inga underarter finns listade i Catalogue of Life.